# My Sharona
My Sharona is de debuutsingle van de Amerikaanse rockband The Knack, afkomstig uit 1979, van hun debuutalbum Get the Knack.
In de Amerikaanse Billboard Hot 100 werd het nummer een nummer 1-hit. In de Nederlandse Top 40 moest het nummer het echter doen met een 20e positie en een Alarmschijf, maar ondanks dat geniet het nummer in Nederland nog steeds bekendheid. In de Vlaamse Radio 2 Top 30 haalde het nummer de 12e positie.

## NPO Radio 2 Top 2000
| Nummer met noteringen in de NPO Radio 2 Top 2000 | '99  | '00 | '01  | '02  | '03  | '04  |
| ------------------------------------------------ | ---- | --- | ---- | ---- | ---- | ---- |
| My Sharona                                       | 1709 | -   | 1744 | 1700 | 1509 | 1918 |

1. ↑  Een '-' betekent dat het nummer niet was genoteerd en een vetgedrukt getal geeft de hoogste notering aan.
2. ↑  Deze tabel is bijgewerkt tot en met de laatste editie (2024).